# José María García Morcillo
José Maria Garcia Morcillo (Barcelona, 17 de gener de 1975), més conegut com a José Mari, és un exfutbolista català que jugava com a migcampista.

## Trajectòria
De les categories infantils del CE L'Hospitalet passa als filials del RCD Espanyol. Amb els pericos debuta a primera divisió a la campanya 94/95, en la qual juga 8 partits i marca un gol.
A l'any següent marxa al RCD Mallorca, de la Segona Divisió. Al club illenc és titular i juga 35 partits i marca 3 gols. La temporada 96/97 també qualla una acceptable temporada al Deportivo Alavés.
Retorna a l'Espanyol a la pretemporada de la temporada 97/98, però abans de començar la competició fitxa pel CD Leganés. Passa tres anys al club madrileny, i tot i que al primer no compta massa, després es converteix en peça clau del seu equip. També en esta època viu la seua millor etapa golejadora: 13 gols en dues temporades.
L'estiu del 2000 recala al Córdoba CF, on també conserva la titularitat en les dues campanyes que hi milita. La temporada 02/03 retorna a la màxima categoria, a les files del Recreativo de Huelva, però a l'equip onubenc tan sols juga 10 partits i el seu equip perd la categoria.
Fitxa llavors per l'Algesires, amb qui encadena un nou descens, ara a Segona B. No contínua al club andalús i a l'estiu del 2004 fitxa pel CE Castelló, de la categoria de bronze. Amb els valencians, José Mari aconsegueix l'ascens a Segona Divisió el 2005.
Posteriorment, el barceloní ha jugat al CE Sabadell i al Marbella.